# Курганне (Сімферопольський район)
Курга́нне (до 1948 року — Улу-Чокрак, крим. Ulu Çoqraq) — село Сімферопольського району Автономної Республіки Крим.